# کاکلبیدی
کاکِلبیدی (به انگلیسی: Cocklebiddy) یک منطقهٔ مسکونی در استرالیا است که در استرالیای غربی واقع شده‌است.